# Guerra siro-efraimitica
La guerra siro-efraimitica è un importante episodio bellico citato nella Bibbia.

## Motivi della guerra
Tale guerra è narrata in 2 Re 16,5-9 e, più ampiamente, in Isaia 7,1-17. 
Al tempo di Iotam re di Giuda si formò una lega anti-assira voluta da Pekach, re d'Israele, e da Rezin, re di Aram, cioè di Damasco. Tale lega era sostenuta dall'Egitto, che così sperava di riconquistare l'egemonia nella regione siro-palestinese, perduta a vantaggio degli Assiri.
Ora, Acaz, re di Giuda e figlio di Iotam, rifiutò di prendere parte a questa lega, e così i re di Aram, di Israele e dell'Idumea decisero di unire le proprie forze per conquistare il Regno di Giuda ed imporvi un sovrano a loro gradito, che si unisse loro nella lotta agli odiati Assiri. Questa guerra viene detta "siro-efraimitica" perché il Regno d'Israele era noto anche come Regno di Efraim, dal nome della tribù più importante (Efraim era il secondogenito di Giuseppe, figlio del patriarca Giacobbe-Israele), e si svolse negli anni 734-732 a.C.

## Soluzione del conflitto
Acaz si rivolse allora al re assiro Tiglatpileser III, dichiarandosi "suo figlio" e "suo servo"; il re d'Assiria intervenne prontamente, sbaragliò l'esercito dei re coalizzati contro Acaz e ricevette l'atto di sottomissione di quest'ultimo. Le tavolette di Nimrud confermano la storicità di quest'episodio e contengono la lista completa dei diversi re che divennero tributari di Tiglat-Pileser III dopo la conquista di Damasco nel 732 a.C.

## L'Emmanuele
È in questo contesto che si colloca il cosiddetto libretto dell'Emmanuele, che descrive come Isaia annunciò ad Acaz la nascita del suo primo figlio (il futuro re Ezechia o uno dei figli dello stesso Isaia, secondo l'interpretazione ebraica) come segno della benevolenza del Signore Dio. Si dice sia il Messia che letteralmente punirà l'assiro e distruggerà i nemici del popolo eletto.
Questo brano è stato interpretato dall'evangelista Matteo (Mt 1,23) come annuncio della nascita di Gesù.